# Polarsternium mirabile
Polarsternium mirabile är en ringmaskart som beskrevs av Smirnov 2005. Polarsternium mirabile ingår i släktet Polarsternium och familjen skäggmaskar.
Artens utbredningsområde är Södra Ishavet. Inga underarter finns listade i Catalogue of Life.